# 加藤剛
加藤 剛（かとう ごう、1938年〈昭和13年〉2月4日 - 2018年〈平成30年〉6月18日）は、日本の俳優。本名：加藤 剛（かとう たけし）。身長173cm。体重70kg。俳優座所属。
2001年、紫綬褒章受章。2008年、旭日小綬章受章。

## 来歴

### 出生から学生時代まで
静岡県榛原郡白羽村（御前崎市）出身。父・鉉一郎は小学校の校長。姉四人と兄、弟がいる。父親が校長というのはプレッシャーにはならなかった。父・鉉一郎は剛を医者にしたかった。なお俳優のうえだ峻とは叔父・甥の間柄で、うえだの母は自身の姉にあたる。また第32代日本銀行総裁の植田和男は従弟の孫にあたる。
加藤家は古くからの地主で、農地改革で大半を失ったとはいえ自宅の敷地は八百坪近く、敷地に続くすぐ裏に持ち山があり、庭にはたくさん木があった。いわゆる腕白少年ではなく、よく母の台所仕事を手伝い、畑仕事もした。自作するだけの畑はあったため、サツマイモや麦を交代で作っていた。
剛は御前崎の遠州灘に続く茶畑のある風景の中で育ち、中学三年の時に地元を離れた。戦争未亡人となり美容室を開いていた文京区の長姉宅に寄宿した。
もともと俳優になろうと思っていたわけではなく、「何か演劇や映画に関係する仕事ができればいいかな」と思っていた。小石川高校の時、柔道部に入っていたが先輩が演劇もやっており「お前も手伝え」と命じられ舞台に立ったのがきっかけだった。その時期、実家でチェーホフの戯曲を読んで俳優を志した。
東京都立小石川高等学校を経て、早稲田大学第二文学部演劇科で学ぶ。学内の劇団、自由舞台で活躍する。

### 俳優として

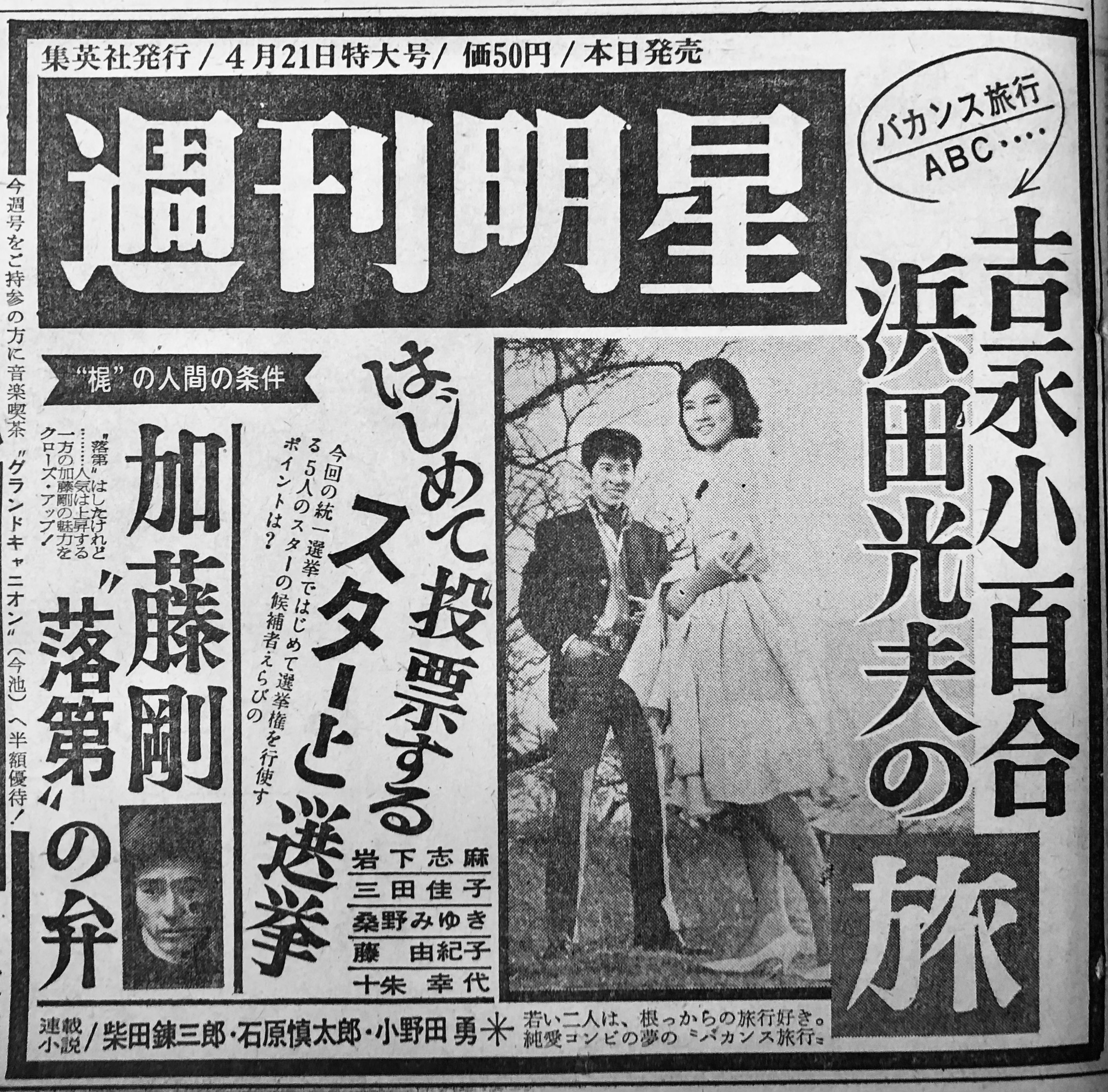
テレビドラマ『人間の條件』の放映終了（1963年4月1日）直後、週刊誌で特集される。

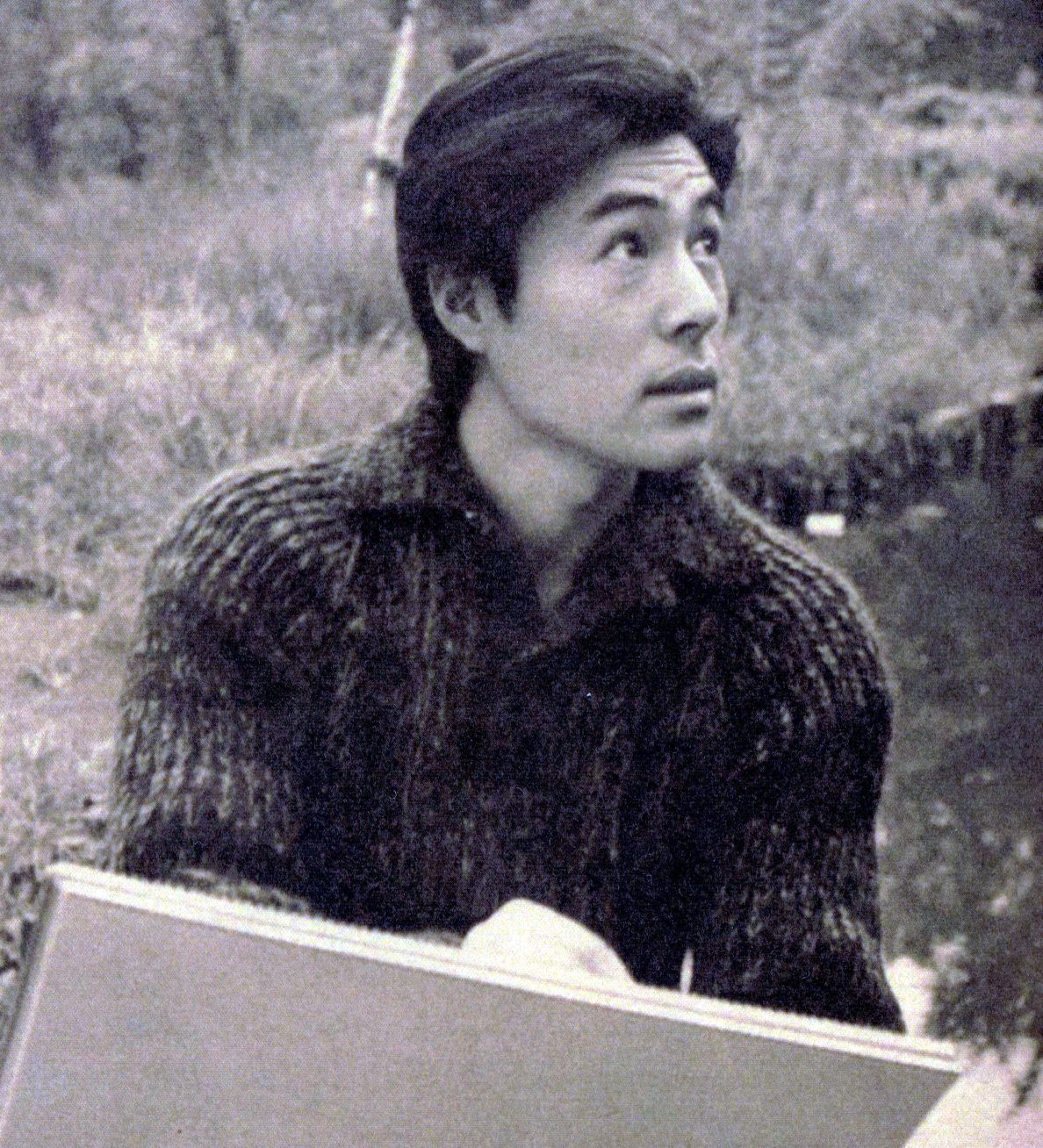
主婦と生活社『主婦と生活』第19巻19号（1964）より

大学4年の時、20倍の難関を突破して俳優座養成所に入る。
1962年10月1日放映開始のテレビドラマ『人間の條件』（TBS、全26話）で主人公の梶役に抜擢された。出演のため1年「休学」。同作品では「ぼくという裸身の素材にこの男（主人公の梶）の一生を忠実に刻み込んでゆくこと」で演じきり、原作者の五味川純平より「テレビ映画の優れた主演者」と評された。後、13期生として修了。修了時の同級生には石立鉄男・佐藤友美・細川俊之・横内正らがいる。27歳で正月公演で安部公房作『お前にも罪がある』で「男」を演じ、演出上傾いた舞台装置「男の部屋」上で2時間の連続演技を行う主役に抜擢。
同期の横内正は、養成所で加藤と初めて会った際、その美男子ぶりに驚いたといい「欠点のない男。こんな二枚目がいるんじゃ、かなわないと思った」と振り返り、「（俳優座の先輩の）平幹二朗さんは、仲代達矢がいる限り劇団で上にいけない、と思ったように、僕も加藤剛がいる限り上にはあがれないだろう」と、横内が後に俳優座を退団する決意をするほど存在が大きかった。
また、不思議な縁だが、加藤は「大岡越前」（TBS）を主演、横内は「暴れん坊将軍」（テレビ朝日）で同じ大岡役をレギュラー出演、「同じ役で“競演”しているつもりで演じていましたよ」と回想していた。
1969年（昭和44年）12月26日（金曜日）、『週刊実話』に対し慰謝料などを求める訴訟を起こし、地裁に続き高裁でも勝訴。
熊井啓監督の映画主演でも有名。忍ぶ川（三浦哲郎原作）栗原小巻 の恋人役と、北の岬（辻邦生原作）クロード・ジャド の恋人役であった。
『大岡越前』は長年に渡る当たり役で、TBSテレビ月曜8時の看板番組として、1970年（昭和45年）3月16日（月曜日）から、『水戸黄門』『江戸を斬る』等とローテーションを組みながら、足掛け約30年間、2006年3月20日放送の最終回スペシャル版を含めれば36年間にも及ぶ長きに渡り主演し通した（詳しくは『大岡越前』参照）。『大岡越前最終回スペシャル版』では実子である夏原諒、頼三四郎（現:加藤頼）との共演を果たした。
『大岡越前』で親友役を演じた竹脇無我とは私生活でも40年間以上親友関係にあり、2011年（平成23年）8月21日（日曜日）午後2時5分に竹脇が急死した際は、手書きの追悼文を寄せた。その間大河ドラマ『風と雲と虹と』、『獅子の時代』も主演している。『大岡越前』の終了後は、『命のビザ』や『そして戦争が終わった』、『坂の上の雲』など近現代史ドラマにも出演した。
芸能活動以外では、厚生労働省の「健康日本21推進国民会議」の委員を務め、健康大使にも任命された。
2018年6月18日（月曜日）午前10時11分、胆嚢がんのため東京都内で死去。80歳没。テレビドラマ遺作は2017年10月5日テレビ朝日放送の「事件18」、映画作品の遺作は2018年公開の「今夜、ロマンス劇場で」であった。

## 人物

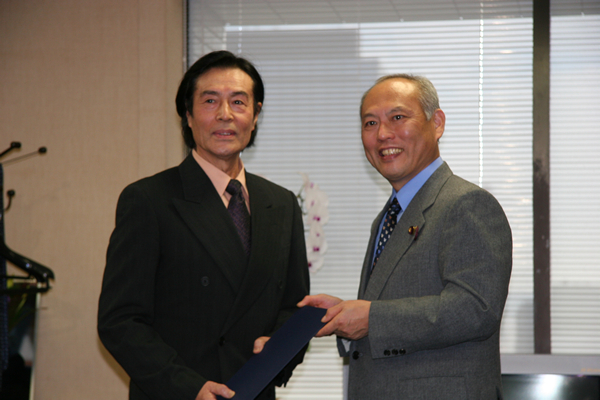
2007年11月26日（月曜日）、健康大使任命式にて厚生労働大臣舛添要一（右）と当時69歳の加藤（左）

- たばこは吸わず、酒も飲まず、ギャンブルとは無縁である[12]。
- 2014年の取材に対して、戦争反対の一心で俳優を続けてきたと述べている[12]。
- 映画『砂の器』に出演した際、後に芸能レポーターとなった石川敏男が「僕は当時、宣伝部の助手だったので、宣伝のキャンペーンをお願いすることが多かったんです。10歳も年下の僕に対して、何でも“はい、はい”と聞いてくれましたね。決してイヤだとは言いませんでした。どんなに忙しくても、きちんと人の話を聞く方でしたよ」と語っている[20]。
- 家族でいる時間をとても大切にしており、京都で撮影があっても、必ず週末には自宅に帰り、子供を肩車をして家の中を回ったり、庭でかけっこをしていた[20]。長男・夏原諒は「声を荒らげて怒ったことは1度もありません。いい俳優になるということよりも、“人間として上質であること”、“人間として美しい生き方をすること”、“人に恥じない生き方をすること”を常に優先していたんじゃないかと思います。あれだけ嘘がない人はいないですね。人の悪口を言ったことは1度もなく、常にいい部分を見ていました。だから僕も怒られたことがなかったのかもしれません」「自分のやっていることと役のキャラクターが見事に一致した稀有な例ですよね。いい人の役をやっている人が、本当にいい人とは限らない世界ですから。父は大岡越前そのものでしたよ」と人柄を伝えている[20]。

## 家族・親族

### 加藤家
（静岡県御前崎市、東京都）
加藤家は古くからの地主で農業も営んでいた。家族九人が揃っていた頃は食事の時など壮観だった。茶の間の広い板の間で作男の人たちが箱膳でご飯を食べた。
- 父・鉉一郎（教育者、小学校校長）
1893年9月16日生。静岡県榛原郡白羽村（御前崎市）出身。父・又重は在世中郡会議員に推されて地方政界に馳駆した名士。1914年静岡師範学校を卒業し、1942年7月三保造船常務、1946年4月御前崎漁船組合理事、翌年2月清水商工会議所理事、同年7月に三保松風寮長を歴任した。
厳格な明治の男ながら、家事を分担するリベラルさと進取の気性に富む人物だった。「何をしてもいいが、自分の行動に責任を持て」と述べ、それ以外は放任主義だった。1981年、88歳で死去。
- 母・せつ
1899年12月生。地頭方銀行頭取を務めた西原文平の三女。静岡精華女学校（現・静岡大成中学校・高等学校）卒。
- 姉（四人）
- 兄・明
- 弟・勝
- 妻・伊藤牧子（女優・声優）
1937年生 -
- 長男・夏原諒（俳優）
諒が独立して一人暮らしを始めた時、加藤は普段はしない買い物をして息子の家を訪ね「珍しいものがあったから買ってきたよ」「これは焼かないのに焼きそばができるらしいんだ。おもしろいからちょっと一緒に食ってみよう」とペヤングのカップ焼きそばを見せた。諒は「珍しくないよ」と言いにくく、「ああ、そうなんだね」と2人でしみじみと食べたという。
1975年生 -
- 次男・加藤頼（俳優）
1980年生 -
- 甥・うえだ峻（俳優）
1943年生 -

#### 親戚
- 従姪孫（従弟の孫）・植田和男（第32代日本銀行総裁） 
1951年生 -

### 家系図
基本的な出典は「川原崎次郎編著『城下町相良区史』城下町相良区史刊行会」のpp.755-758より。
|  |  |            |            |            |            |            |            |  |  | 植田重五郎 |          |          |          |          |          |  |  |                |                |                |                |                |                |      |      |      |      |      |      |          |          |          |          |          |          |      |      |      |      |  |  |        |        |        |        |        |        |  |  |            |            |            |            |            |            |
|  |  |            |            |            |            |            |            |  |  |            |          |          |          |          |          |  |  |                |                |                |                |                |                |      |      |      |      |      |      |          |          |          |          |          |          |      |      |      |      |  |  |        |        |        |        |        |        |  |  |            |            |            |            |            |            |
|  |  |            |            |            |            |            |            |  |  | 植田勘六   | 植田勘六 | 植田勘六 | 植田勘六 | 植田勘六 | 植田勘六 |  |  |                |                |                |                |                |                |      |      |      |      |      |      | 西原文平 | 西原文平 | 西原文平 | 西原文平 | 西原文平 | 西原文平 |      |      |      |      |  |  |        |        |        |        |        |        |  |  |            |            |            |            |            |            |
|  |  |            |            |            |            |            |            |  |  | 植田勘六   | 植田勘六 | 植田勘六 | 植田勘六 | 植田勘六 | 植田勘六 |  |  |                |                |                |                |                |                |      |      |      |      |      |      | 西原文平 | 西原文平 | 西原文平 | 西原文平 | 西原文平 | 西原文平 |      |      |      |      |  |  |        |        |        |        |        |        |  |  |            |            |            |            |            |            |
|  |  |            |            |            |            |            |            |  |  |            |          |          |          |          |          |  |  |                |                |                |                |                |                |      |      |      |      |      |      |          |          |          |          |          |          |      |      |      |      |  |  |        |        |        |        |        |        |  |  |            |            |            |            |            |            |
|  |  | 篠崎清五郎 | 篠崎清五郎 | 篠崎清五郎 | 篠崎清五郎 | 篠崎清五郎 | 篠崎清五郎 |  |  | 植田富蔵   | 植田富蔵 | 植田富蔵 | 植田富蔵 | 植田富蔵 | 植田富蔵 |  |  |                |                |                |                |                |                |      |      | とも | とも | とも | とも | とも     | とも     |          |          | せつ     | せつ     | せつ | せつ | せつ | せつ |  |  |        |        |        |        |        |        |  |  | 加藤鉉一郎 | 加藤鉉一郎 | 加藤鉉一郎 | 加藤鉉一郎 | 加藤鉉一郎 | 加藤鉉一郎 |
|  |  | 篠崎清五郎 | 篠崎清五郎 | 篠崎清五郎 | 篠崎清五郎 | 篠崎清五郎 | 篠崎清五郎 |  |  | 植田富蔵   | 植田富蔵 | 植田富蔵 | 植田富蔵 | 植田富蔵 | 植田富蔵 |  |  |                |                |                |                |                |                |      |      | とも | とも | とも | とも | とも     | とも     |          |          | せつ     | せつ     | せつ | せつ | せつ | せつ |  |  |        |        |        |        |        |        |  |  | 加藤鉉一郎 | 加藤鉉一郎 | 加藤鉉一郎 | 加藤鉉一郎 | 加藤鉉一郎 | 加藤鉉一郎 |
|  |  |            |            |            |            |            |            |  |  |            |          |          |          |          |          |  |  |                |                |                |                |                |                |      |      |      |      |      |      |          |          |          |          |          |          |      |      |      |      |  |  |        |        |        |        |        |        |  |  |            |            |            |            |            |            |
|  |  | 静江       | 静江       | 静江       | 静江       | 静江       | 静江       |  |  |            |          |          |          |          |          |  |  | 植田重郎左衛門 | 植田重郎左衛門 | 植田重郎左衛門 | 植田重郎左衛門 | 植田重郎左衛門 | 植田重郎左衛門 |      |      |      |      |      |      |          |          |          |          |          |          |      |      |      |      |  |  | 加藤剛 | 加藤剛 | 加藤剛 | 加藤剛 | 加藤剛 | 加藤剛 |  |  |            |            |            |            |            |            |
|  |  | 静江       | 静江       | 静江       | 静江       | 静江       | 静江       |  |  |            |          |          |          |          |          |  |  | 植田重郎左衛門 | 植田重郎左衛門 | 植田重郎左衛門 | 植田重郎左衛門 | 植田重郎左衛門 | 植田重郎左衛門 |      |      |      |      |      |      |          |          |          |          |          |          |      |      |      |      |  |  | 加藤剛 | 加藤剛 | 加藤剛 | 加藤剛 | 加藤剛 | 加藤剛 |  |  |            |            |            |            |            |            |
|  |  |            |            |            |            |            |            |  |  |            |          |          |          |          |          |  |  |                |                |                |                |                |                |      |      |      |      |      |      |          |          |          |          |          |          |      |      |      |      |  |  |        |        |        |        |        |        |  |  |            |            |            |            |            |            |
|  |  |            |            |            |            |            |            |  |  | 植田重男   |          |          |          |          |          |  |  |                |                |                |                |                |                |      |      |      |      |      |      |          |          |          |          |          |          |      |      |      |      |  |  |        |        |        |        |        |        |  |  |            |            |            |            |            |            |
|  |  |            |            |            |            |            |            |  |  |            |          |          |          |          |          |  |  |                |                |                |                |                |                |      |      |      |      |      |      |          |          |          |          |          |          |      |      |      |      |  |  |        |        |        |        |        |        |  |  |            |            |            |            |            |            |
|  |  |            |            |            |            |            |            |  |  | 植田和男   | 植田和男 | 植田和男 | 植田和男 | 植田和男 | 植田和男 |  |  |                |                | 敬子           | 敬子           | 敬子           | 敬子           | 敬子 | 敬子 |      |      |      |      |          |          |          |          |          |          |      |      |      |      |  |  |        |        |        |        |        |        |  |  |            |            |            |            |            |            |
|  |  |            |            |            |            |            |            |  |  | 植田和男   | 植田和男 | 植田和男 | 植田和男 | 植田和男 | 植田和男 |  |  |                |                | 敬子           | 敬子           | 敬子           | 敬子           | 敬子 | 敬子 |      |      |      |      |          |          |          |          |          |          |      |      |      |      |  |  |        |        |        |        |        |        |  |  |            |            |            |            |            |            |

## 出演

### テレビドラマ
- 人間の條件（1962年、TBS）
- 剣（1964年、TBS）
- わが心のかもめ（1966年、NHK総合） - 北原潔
- 三匹の侍（1966年 - 1969年、フジテレビ）
- 若者たち（1966年、フジテレビ）
- ナショナルゴールデン劇場（NET） 
  - 逃亡（1966年） - 源次
  - 北斗の人（1967年） - 千葉周作
- 男はつらいよ（1969年、フジテレビ） - 藤村薫
- たこたこあがれ（1969年、日本テレビ） - 山田誠
- 孤独のメス（1969年、TBS・国際放映） - 岩下健
- ナショナル劇場（TBS・C.A.L）
  - 水戸黄門 第1部 第16話「命かけるとき -松江-」（1969年11月17日） - 氷川隼人
  - 大岡越前（1970年 - 1999年、2006年） - 大岡忠相
    - 第2部 第5話「生きていた男」（1971年6月14日） - 香川小源太 ※一人二役
    - 第9部 第14話「奉行に似ていた復讐鬼」（1986年1月27日） - 佐原雄之進 ※一人二役
- 張込み（1970年、日本テレビ） - 柚木刑事
- 太陽の涙（1971年、TBS） - 及川正司
- 新・だいこんの花 第7話「ライバルに敬礼」（1972年、NET） - 小泉
- 剣客商売（1973年、フジテレビ・俳優座・東宝） - 秋山大治郎
- 黄色いトマト（1973年、NET） - 緑川春樹
- わが愛（1973年1月 - 4月、TBS）- 野中宗助
- 江戸を斬る 梓右近隠密帳 第15話「笹野権三郎誉れの仇討ち」（1974年 TBS・C.A.L） - 笹野権三郎
- ヨイショ（1974年6月 - 11月、TBS）
- 金曜劇場 ちんどんどん（1975年、日本テレビ） - 岩田俊也
- 大河ドラマ（NHK総合）
  - 風と雲と虹と[23]（1976年） - 平将門
  - 獅子の時代（1980年） - 苅谷嘉顕
- 土曜グランド劇場 三丁目の古寺に、照る日曇る日、恋の雨（1976年、日本テレビ） - 風間一弘
- 金曜劇場 ちちんぷいぷい（1977年、日本テレビ） - 香取信也
- 海は甦える（1977年、TBS） - 広瀬武夫
- 命もいらず名もいらず（1977年、TBS） - 島津斉彬
- 風が燃えた（1978年、TBS） - 吉田松陰
- 金曜ドラマ 波 わが愛（1978年10月 - 12月、TBS） - 行介
- ただいま誕生（1978年、NHK総合）
- 陽はまた昇る（1979年、フジテレビ） - 塩田吾平
- 大いなる朝（1979年、TBS） - 山本五十六
- 蒼き狼 成吉思汗の生涯（1980年、テレビ朝日・国際放映） - チンギス・ハーン
- 関ヶ原（1981年、TBS） - 石田三成
- 時代劇スペシャル （フジテレビ）
  - 愛妻武士道（1981年） - 五十三右衛門
  - 清水次郎長シリーズ（1981年 - 1983年）- 山岡鉄舟
  - 刺客街道（1982年） - 東馬
  - 剣客商売 辻斬り（1982年） - 秋山大治郎
  - 剣客商売 誘拐（1983年） - 秋山大治郎
  - 花隠密（1983年、 映像京都） - 田吹矢十郎
- ちょっと神様（1982年、TBS）* ザ・サスペンス「温情判事」（1982年、TBS） - 宇野貞三判事
- 月曜ワイド劇場「想い出のグリーングラス」（1984年、テレビ朝日・東映）
- そして戦争が終った（1985年、TBS） - 昭和天皇
- 残月の決闘（1991年、フジテレビ・松竹） - 小鹿七兵衛
- 上意討ち 拝領妻始末（1992年、テレビ東京） - 笹原伊三郎
- 命のビザ（1992年、フジテレビ） - 杉原千畝
- 孤臣 お命守り申し候（1993年、テレビ東京） - 浪人 刑部 役
- 荒木又右衛門 男たちの修羅（1994年、テレビ東京） - 荒木又右衛門
- 命なりけり 悲劇の外相東郷茂徳（1994年、TBS） - 東郷茂徳
- 冬の訪問者（1994年、フジテレビ） - ムロイ
- 校長がかわれば学校が変わる!（1997年、1998年、TBS） - 校長・南条信弘
- 土曜ワイド劇場（テレビ朝日）
  - 捜査検事・右近誠の殺人調書（2000年 - 2005年） - 右近誠
  - 森村誠一の密閉山脈（2005年） - 熊耳敬介
  - 事件 18（2017年10月5日） - 熊倉喜久夫  ※テレビドラマ遺作
- 冤罪シリーズ（2000年、2002年、2003年、TBS） - 若杉徹
- 女と愛とミステリー 殺意の果てに 飛騨高山夫人絞殺事件（2001年、テレビ東京） - 笛木透
- 北朝鮮拉致・めぐみ、お母さんがきっと助けてあげる（2003年、テレビ東京） - 横田滋
- 教授検事・東京地検特捜部（2004年、TBS） - 香車勇人
- 金曜時代劇 密命 寒月霞斬り（2008年、テレビ東京） - 荒神屋喜八
- 水曜ミステリー9 森村誠一サスペンス 刑事の証明（2008年 - 2015年、テレビ東京） - 那須恵一
- 坂の上の雲（2009年 - 2011年、NHK総合） - 伊藤博文
- 月曜ゴールデン（TBS）
  - 森村誠一サスペンス 正義の証明（2011年） - 那須宏明
  - 特捜弁護士・橘竜太郎 -雪冤の旅-（2013年） - 大貫義郎
  - 森村誠一サスペンス 魔性の群像 刑事・森崎慎平（2013年 - 2017年） - 朝比奈公介
- 南極大陸 第1話（2011年10月16日、TBS） - 牧野茂
- 負けて、勝つ 〜戦後を創った男・吉田茂〜（2012年、NHK総合） - 牧野伸顕
- 百合子さんの絵本 〜陸軍武官・小野寺夫婦の戦争〜（2016年、NHK総合） - 佐佐木信綱
- BS新春時代劇『大岡越前スペシャル 白洲に咲いた真実』（2017年1月3日、NHK BSP） - 風間五郎左衛門 [24][25]

### その他のテレビ番組
- 第26回NHK紅白歌合戦（1975年12月31日、NHK総合・ラジオ第1） - 審査員
- プレミアム8・トライ・エイジ〜三世代の挑戦〜「第一回　島家三代の物語」（2011年2月3日、NHK BShi）- 島安次郎 役

### 映画
※太字はキネマ旬報ベストテンにランクインした作品
- 死闘の伝説（1963年） - 園部秀行
- 五瓣の椿（1964年） - 青木千之助
- 香華（1964年） - 江崎
- 逃亡（1965年） - 堀内靖
- 獣の剣（1965年） - 山根十郎太
- ヒロシマ一九六六（1966年） - 田岡一夫
- 喜劇 東京の田舎っぺ（1967年） - 熊倉喜久夫
- 上意討ち 拝領妻始末（1967年） - 笹原与五郎
- 天狗党（1969年） - 加多源次郎
- こちら55号応答せよ!危機百発（1970年） - 大岡越前
- 戦争と人間 第一部 運命の序曲（1970年） - 服部医師
- 影の車（1970年） - 主演・浜島幸雄
- 黒の斜面（1971年） - 主演・辻井喬
- 戦争と人間 第二部 愛と悲しみの山河（1971年） - 服部達夫
- 忍ぶ川（1972年） - 哲郎
- 子連れ狼 死に風に向う乳母車（1972年） - 孫村官兵衛
- 日本侠花伝（1973年） - 賀川豊彦
- 忍ぶ糸（1973年） - 増住洋三
- 砂の器（1974年） - 和賀英良
- 化石（1975年） - ナレーション
- 北の岬（1976年） - 主演・大野光雄
- 雲霧仁左衛門（1978年） - 大久保佐渡守
- 子育てごっこ（1979年） - 吉井信吉
- 衝動殺人 息子よ（1979年） - 中谷勝
- 夜叉ヶ池（1979年） - 萩原晃
- 父よ母よ!（1980年） - 新聞記者
- 天城越え（1983年） - 国立病院の医師
- この子を残して（1983年） - 永井隆
- 空海（1984年） - 最澄
- 新・喜びも悲しみも幾歳月（1986年） - 主演・杉本芳明
- 次郎物語（1987年） - 主演・俊亮
- 千利休 本覺坊遺文（1989年） - 古田織部
- ハラスのいた日々（1989年） - 主演・徳田健次
- 復活の朝（1992年） - 吉岡教授
- わが愛の譜 滝廉太郎物語（1993年） - 滝吉弘
- 草刈り十字軍（1997年） - 主演・足立原貫
- 郡上一揆（2000年） - 助左衛門
- アカシアの町（2000年） - 沢田正作
- 伊能忠敬 子午線の夢（2001年） - 伊能忠敬
- ウイニング・パス（2003年） - 林医師
- 同窓會（2004年） - 俊介
- アダン（2005年） - 住友先生
- 筆子・その愛 -天使のピアノ-（2007年） - 渡辺清
- 日本の青空（2007年）
- 沈まぬ太陽（2009年） - 利根川泰司
- いのちの山河〜日本の青空II〜（2010年） - 深沢晟訓
- 舟を編む（2013年） - 松本朋佑
- 今夜、ロマンス劇場で （2018年） - 牧野健司（晩年） ※映画遺作

### 舞台
- 俳優座1965年正月公演 『お前にも罪がある』作：安部公房、演出：千田是也 - 主演・「男」 役
- 剣客商売（1975年6月、帝国劇場） - 秋山大治郎 役
- 次郎長が行く - 清水次郎長 役
- コルチャック先生 - コルチャック先生 役
- 伊能忠敬物語 - 伊能忠敬 役
- 大岡越前〜卯の花が咲くとき〜 - 大岡忠相 役
- 月光の海 ギタラ - 速水 役
- 「門-わが愛」「心-わが愛」「波-わが愛」

### 劇場アニメ
- アンネの日記（1995年） - オットー・フランク 役

### 朗読
- 東京こどもクラブ（アカデミー出版）
  - 「ごうおじさん」名義での童話の朗読。
- 銀の匙（中勘助作、日本音声保存）
- CDブックNHK新漢詩紀行 聞いて楽しむ漢詩100選（NHK出版）

### CM
- ロート製薬『新パンシロン』
- 雪印乳業『クリーマ』
- カネボウ『旅の宿』
- サントリー『BOSS大人の流儀』
- トヨタホーム『ホーム大臣』
- DHC『グルコサミン』『コンドロイチン』

## ディスコグラフィー

### シングル
- 風と雲と虹と（1976年、CBSソニー）

## 著書
- 海と薔薇と猫と（1980年、創隆社／1984年、中公文庫）
- 歩く人 加藤剛 写真&エッセイ集（解説：蔵原輝人、撮影：しゃっせただお、1985年、創隆社）
- こんな美しい夜明け（2001年、岩波書店／2008年、岩波現代文庫）